# Athens (Louisiana)
Athens és una població dels Estats Units a l'estat de Louisiana. Segons el cens del 2000 tenia 262 habitants.

## Demografia
Segons el cens del 2000, Athens tenia 262 habitants, 112 habitatges, i 73 famílies. La densitat de població era de 46 habitants/km².
Dels 112 habitatges en un 34,8% hi vivien nens de menys de 18 anys, en un 42,9% hi vivien parelles casades, en un 16,1% dones solteres, i en un 34,8% no eren unitats familiars. En el 30,4% dels habitatges hi vivien persones soles el 21,4% de les quals corresponia a persones de 65 anys o més que vivien soles. El nombre mitjà de persones vivint en cada habitatge era de 2,34 i el nombre mitjà de persones que vivien en cada família era de 2,93.
Per edats la població es repartia de la següent manera: un 28,6% tenia menys de 18 anys, un 5,7% entre 18 i 24, un 27,1% entre 25 i 44, un 19,8% de 45 a 60 i un 18,7% 65 anys o més.
L'edat mediana era de 37 anys. Per cada 100 dones de 18 o més anys hi havia 78,1 homes.
La renda mediana per habitatge era de 18.750 $ i la renda mediana per família de 26.750 $. Els homes tenien una renda mediana de 23.393 $ mentre que les dones 22.250 $. La renda per capita de la població era de 13.033 $. Entorn del 7% de les famílies i el 14,2% de la població estaven per davall del llindar de pobresa.

## Poblacions més properes
El següent diagrama mostra les poblacions més properes.